# Chimarrhis cymosa
Chimarrhis cymosa là một loài thực vật có hoa trong họ Thiến thảo. Loài này được Jacq. mô tả khoa học đầu tiên năm 1763.